# Video Nasty
Video Nasty (Plural: Video Nasties; von englisch nasty für „ekelhaft, scheußlich, widerwärtig“) war Anfang der 1980er im Vereinigten Königreich eine Bezeichnung für Filme, deren Heimvertrieb zur Strafverfolgung führen konnte. Dabei handelt es sich hauptsächlich um Horror- und Exploitationfilme, die unzensiert auf Videokassette veröffentlicht waren und aufgrund gewaltvollen oder sexuellen Inhalts Anstoß erregten. Nach einer moralischen Panik veröffentlichte 1983 das Amt des Director of Public Prosecutions (DPP) eine Liste mit 72 Filmtiteln, die den Obscene Publications Act 1959 verletzen würden; von diesen wurden 39 verfolgt und verboten. 1985 trat der Video Recordings Act 1984 in Kraft, durch den Videoveröffentlichungen klassifiziert wurden.

## Geschichte

### Hintergrundsituation
Die VHS-Technik etablierte sich Anfang der 1980er in den britischen Haushalten, und in Großbritannien waren Videorekorder und Videotheken bald weiter verbreitet als im übrigen Europa. Die Veröffentlichung von Kinofilmen auf Videokassette wurde aber zunächst von größeren Filmvertrieben vermieden, weil sie Filmpiraterie und einen Rückgang der Kinogänger fürchteten; so wurde der Heimvertrieb zuerst von kleineren unabhängigen Vertrieben dominiert. Anders als bei der Kinoveröffentlichung brauchten Videoveröffentlichungen nicht dem British Board of Film Censors (BBFC) zur Überprüfung vorgelegt zu werden, wodurch Horrorfilme unzensiert veröffentlicht wurden.
Mit dem Obscene Publications Act 1959 (OPA) konnten – wenn ein Film als die Verordnung verletzend befunden wurde – Vertreiber oder Verkäufer strafverfolgt werden und Filme aus dem Verkehr gezogen werden, aber nicht die Veröffentlichung im Vorhinein verhindert werden. Eine Strafverfolgung konnte nur das Amt des Director of Public Prosecutions (DPP) einleiten, die Polizei aber Filme auch beschlagnahmen. Allerdings war die Definition, was als obszön gelte, vage. Polizisten der Obscene Publications Squad stürmten Videoläden und beschlagnahmten häufig Filme nach ihrem eigenen Gefühl und allein anhand des Titels oder Bildes, wodurch beispielsweise auch die Musicalkomödie Das schönste Freudenhaus in Texas betroffen war. Aufgrund der Unklarheit wurde auch von Videoverleihern und Videoladeninhabern eine einheitliche Regulierung gefordert. Das BBFC führte zunächst ein freiwilliges Bewertungssystem für Videoveröffentlichungen ein, ohne Verbindlichkeit für Vertriebe, Filme zur Bewertung einzureichen.

### Öffentliche Kampagnen
Vertreiber lockten mit provokativen Taglines und Coverbildern, die Gewalt und Nacktheit zeigten, und Marketingkampagnen, die schockieren sollten. 1982 sandte der Vertreiber von Nackt und zerfleischt eine Kassette und einen gefälschten Empörungsbrief an die konservative Aktivistin Mary Whitehouse, damit ihre moralische Empörung in öffentlichen Äußerungen Aufmerksamkeit für den Film erregen würde. Whitehouse hatte 1965 die Pressure-Group National Viewers’ and Listeners’ Association gegründet, um zu beeinflussen, was in Medien gezeigt werden dürfe, und sprach sich lautstark öffentlich gegen Video Nasties aus. Sie gab zwar zu, keinen der Filme, über die sie sprach, gesehen zu haben; sie sagte aber, die Titel und zu wissen, worum es geht, wären genug, um zu erkennen, dass sie schädlich seien. Die National Viewers’ and Listeners’ Association schrieb im Frühling 1983 an jeden der über 600 Abgeordneten und forderte neue Gesetzgebung zum Filmbewertungssystem.
Ab 1982 berichteten britische Zeitungen wie die Daily Mail und Sunday Times, die als erste die Beschreibung „nasty“ verwendete, über die „Gefahr des Heimvideomarktes“, dass dadurch besonders Horrorfilme von Teenagern oder gar Schulkindern angeschaut würden. Die Ablehnung eines Gesetzesentwurfs, der verbieten würde, Erwachsenenfilme an Kinder zu verkaufen oder zu verleihen, führte 1983 zu der Zeitungskampagne „Ban the sadist videos“, für die die Daily Mail das Coverbild des Films Nackt und zerfleischt abdruckte, und zu Behauptungen, dass Kriminelle sich von den Filmen inspirieren lassen würden. Die Daily Mail brachte Artikel mit Überschriften wie „We Must Protect Our Children Now“ und „Rape of Our Children’s Minds“. Die Sunday Times beschrieb: „Die Nasties sind weit entfernt von der Spannung traditioneller Horrorfilme. Sie reiten herum auf Morden, mehreren Vergewaltigungen, Sadomasochismus, Verstümmelung von Frauen, Kannibalismus und Nazi-Gräueltaten.“

### Liste und Gesetz
Das DPP stellte ab Mitte 1983 bis etwa Ende 1985 monatliche Listen zusammen an Filmen, von denen es glaubte, dass sie dem Obscene Publications Act zuwiderhandelten. Sie enthielt zu Beginn Filme, gegen die das DPP bereits Strafverfolgung eingeleitet hatte, und im Verlauf weitere Filme, die strafverfolgt werden könnten. Diese insgesamt 72 Filme gelten als die offiziellen „Video Nasties“. Wurde ein Vertreiber strafverfolgt, musste trotzdem für jeden Film im Einzelfall noch entschieden werden und die Strafverfolgung konnte scheitern. Bei Erfolg wurde ein Film verboten. Zusätzlich gab es eine Liste von 82 Filmen, die auch ohne Strafverfolgung beschlagnahmt werden konnten. Entsprechend dem obigen Zitat der Sunday Times waren insbesondere etwa Rape-and-Revenge-Filme, Frauengefängnisfilme, Kannibalen-/Mondo-Filme und Naziploitation-Filme betroffen; auch die Darstellung von Grausamkeit gegenüber Tieren durch nicht simulierte Tötungen war ein Grund. Unabhängig von der Liste konnte die Polizei aber auch andere Filme beschlagnahmen.
Whitehouse sprach im Herbst 1983 auf der Konferenz der Conservative Party und der Abgeordnete Graham Bright machte sich zur Aufgabe, einen Gesetzesentwurf zur Filmregulierung durchzubringen. Im November zeigte er Ausschnitte von „nasties“ einer Gruppe von Abgeordneten, genannt Parliamentary Group Video Enquiry, die im selben Monat ihren Bericht dazu veröffentlichten. Im September 1984 veröffentlichte der Guardian einen Artikel von Brian Brown, einem Partner der Parliamentary Group Video Enquiry, wie Untersuchungen zum Filmkonsumverhalten von Kindern im Sinne von Brights Anliegen verzerrt und Ergebnisse, die dem Bericht widersprachen, entfernt wurden. Der Video Recordings Act 1984 wurde im Juli 1984 verabschiedet und trat September 1985 in Kraft, wodurch die Liste obsolet wurde. Er schrieb vor, dass Filme vor Veröffentlichung dem BBFC (Das C steht nun für Classification.) vorgelegt und je nach Beurteilung gegebenenfalls bearbeitet oder beschlagnahmt werden müssen. Bereits veröffentlichte Filme mussten neu vorgelegt werden, und ungeprüfte Filme durften nicht verkauft oder verliehen werden.
Die Video Nasties waren durch die Beschlagnahmung und spätere Verpflichtung einer Neuprüfung, die für kleine unabhängige Verleiher oft nicht lohnte, von da an erst einmal kaum noch verfügbar. Sie erlangten so aber auch Seltenheits- und Kultwert unter Horrorfilmfans, die auf Messen und durch Kontaktanzeigen Videokassetten der Filme tauschten und versuchten, eine Sammlung anzulegen.

## Liste

### Erläuterung
Die vom DPP veröffentlichte Liste von Filmen, von denen es glaubte, dass sie den OPA verletzten, führte zu Beginn Filme, gegen die bereits ein Verfahren eingeleitet oder ein Verbot erwirkt war. Bei den monatlichen Modifizierungen mit Ergänzungen an neuen Filmen kamen in eine „Sektion 1“ Filme, die erfolgreich strafverfolgt und dadurch verboten wurden. Verleiher, die diese Filme trotz Verbot herausgaben, konnten verhaftet werden. „Sektion 2“ der Filme, von denen das DPP glaubte, sie verletzten den OPA, führte die, die dennoch nicht erfolgreich oder gar nicht strafverfolgt wurden. Sie konnten dennoch aus Verleihläden beschlagnahmt werden. Sie wurden mit der Zeit von der Liste genommen, während die verbotenen Filme bis zum Ende auf der Liste standen. Dies waren 39 Filme; die übrigen waren insgesamt 33. Die Filme dieser Liste gelten als die offiziellen Video Nasties; sie werden auch unterteilt in „Sektion 1“- und „Sektion 2“-Filme bzw. „DPP39“- und „DPP72“-Filme.
Auf einer zusätzlichen Liste nannte das DPP Filme, von denen es nicht glaubte, dass sie wegen Verletzung des OPA verfolgt werden könnten, aber durch einen geringeren Anklagepunkt („less obscene“) dennoch beschlagnahmt werden konnten. Ob diese als Video Nasties gezählt werden sollen, ist umstritten.
Die meisten der Filme wurden mittlerweile neu geprüft und zensiert oder unzensiert, normalerweise mit einem Rating ab 18 Jahren, zur Heimveröffentlichung zugelassen. Wenige erhielten bislang keine Neuprüfung, entweder weil sie nicht neu eingereicht wurden oder weil das BBFC eine Bewertung abgelehnt hat, und gelten damit immer noch als verboten.

### Liste der 72 Filme
„Sektion 1“ ist hier durch das Resultat „Verfolgt und verboten“ angegeben; Filme, die „ohne Verfolgung gestrichen“ wurden oder bei denen die „Verfolgung gescheitert“ war, standen in der „Sektion 2“.
| Englischer Titel                         | Deutscher Titel                              | Jahr | Land                             | Resultat                           | Weiterer Kommentar (sortierbar nach erster Zulassung) |
| ---------------------------------------- | -------------------------------------------- | ---- | -------------------------------- | ---------------------------------- | --- |
| Absurd                                   | Absurd                                       | 1981 | Italien                          | Verfolgt und verboten              | Unzensierte Fassung zugelassen 2016 |
| Anthropophagus                           | Man-Eater – Der Menschenfresser              | 1980 | Italien                          | Verfolgt und verboten              | Unzensierte Fassung zugelassen 2015 |
| Axe                                      | Die Axt                                      | 1974 | USA                              | Verfolgt und verboten              | Zensierte Fassung zugelassen 1999, unzensierte Fassung 2005 |
| Bay of Blood                             | Im Blutrausch des Satans                     | 1971 | Italien                          | Verfolgt und verboten              | Zensierte Fassung zugelassen 1994, unzensierte Fassung 2010 |
| The Beast in Heat                        | –                                            | 1977 | Italien                          | Verfolgt und verboten              | Keine Neuprüfung |
| The Beyond                               | Über dem Jenseits                            | 1981 | Italien                          | Ohne Verfolgung gestrichen         | Ursprüngliche Fassung zensiert, unzensierte Fassung zugelassen 2001 |
| Blood Feast                              | Blood Feast                                  | 1963 | USA                              | Verfolgt und verboten              | Unzensierte Fassung zugelassen 2005 |
| Blood Rites                              | –                                            | 1968 | USA                              | Verfolgt und verboten              | Keine Neuprüfung |
| Bloody Moon                              | Die Säge des Todes                           | 1981 | Spanien/ Deutschland             | Verfolgt und verboten              | Zensierte Fassung zugelassen 1993, unzensierte Fassung 2008 |
| The Boogey Man                           | The Boogey Man                               | 1980 | USA                              | Ohne Verfolgung gestrichen         | Ursprüngliche Kinofassung unzensiert; zensierte Fassung zugelassen 1992, unzensierte Fassung 2000                                                                                            |
| The Burning                              | Brennende Rache                              | 1981 | USA/ Kanada                      | Verfolgt und verboten              | Zensierte Fassung zugelassen 1992, unzensierte Fassung zugelassen 2002 |
| Cannibal Apocalypse                      | Asphaltkannibalen                            | 1980 | Italien/ Spanien                 | Verfolgt und verboten              | Zensierte Fassung zugelassen 2005 |
| Cannibal Ferox                           | Die Rache der Kannibalen                     | 1981 | Italien                          | Verfolgt und verboten              | Zensierte Fassung zugelassen 2000 |
| Cannibal Holocaust                       | Nackt und zerfleischt                        | 1980 | Italien                          | Verfolgt und verboten              | Zensierte Fassung zugelassen 2001 |
| Cannibal Man                             | Cannibal Man                                 | 1972 | Spanien                          | Verfolgt und verboten              | Zensierte Fassung zugelassen 1993, internationale unzensierte Fassung zugelassen 2025 |
| Cannibal Terror                          | Cannibal Terror                              | 1981 | Frankreich                       | Ohne Verfolgung gestrichen         | Unzensierte Fassung zugelassen 2003 |
| Contamination                            | Astaron – Brut des Schreckens                | 1980 | Italien/ Deutschland             | Ohne Verfolgung gestrichen         | Unzensierte Fassung zugelassen 2004 |
| Dead & Buried                            | Tot & begraben                               | 1981 | USA                              | Ohne Verfolgung gestrichen         | Zensierte Fassung zugelassen 1990, unzensierte Fassung 1999 |
| Death Trap                               | Blutrausch                                   | 1977 | USA                              | Verfolgung gescheitert, gestrichen | Zensierte Fassung zugelassen 1992, unzensierte Fassung 2000 |
| Deep River Savages                       | Mondo Cannibale                              | 1972 | Italien                          | Ohne Verfolgung gestrichen         | Zensierte Fassung zugelassen 2003 |
| Delirium                                 | Delirium                                     | 1979 | USA                              | Ohne Verfolgung gestrichen         | Zensierte Fassung zugelassen 1987, unzensierte Fassung 2022 |
| Devil Hunter                             | Jungfrau unter Kannibalen                    | 1980 | Spanien/ Frankreich/ Deutschland | Verfolgt und verboten              | Unzensierte Fassung zugelassen 2008 |
| Don’t Go In the House                    | Das Haus der lebenden Leichen                | 1980 | USA                              | Ohne Verfolgung gestrichen         | Zensierte Fassung zugelassen 1987, unzensierte Fassung 2011 |
| Don’t Go In the Woods                    | Ausflug in das Grauen                        | 1981 | USA                              | Verfolgt und verboten              | Unzensierte Fassung zugelassen 2007 |
| Don’t Go Near the Park                   | Der Fluch des ewigen Lebens                  | 1979 | USA                              | Ohne Verfolgung gestrichen         | Unzensierte Fassung zugelassen 2006 |
| Don’t Look In the Basement               | –                                            | 1973 | USA                              | Ohne Verfolgung gestrichen         | Ursprüngliche Fassung zensiert, unzensierte Fassung zugelassen 2005 |
| The Driller Killer                       | The Driller Killer – Der Bohrmaschinenkiller | 1979 | USA                              | Verfolgt und verboten              | Zensierte Fassung zugelassen 1999, unzensierte Fassung 2002 |
| The Evil Dead                            | Tanz der Teufel                              | 1981 | USA                              | Verfolgung gescheitert, gestrichen | Ursprüngliche Fassung zensiert, zensierte Fassung zugelassen 1990, unzensierte Fassung 2001                                                                                                  |
| Evilspeak                                | Teufelsschrei                                | 1981 | USA                              | Verfolgt und verboten              | Zensierte Fassung zugelassen 1987, unzensierte Fassung 2004 |
| Exposé                                   | –                                            | 1976 | UK                               | Verfolgt und verboten              | Kinofassung zensiert; zensierte Fassung zugelassen 1997, keine weitere Prüfung |
| Faces of Death                           | Gesichter des Todes                          | 1978 | USA                              | Verfolgt und verboten              | Zensierte Fassung zugelassen 2003 |
| Fight For Your Life                      | Ausbruch zur Hölle                           | 1977 | USA                              | Verfolgt und verboten              | Ursprüngliche Kinofassung verboten, keine Neuprüfung |
| Flesh for Frankenstein                   | Andy Warhols Frankenstein                    | 1973 | Italien/ Frankreich              | Verfolgt und verboten              | Ursprüngliche Kinofassung zensiert; zensierte Fassung zugelassen 1996, unzensierte Fassung 2006                                                                                              |
| Forest of Fear                           | Crying Fields                                | 1980 | USA                              | Verfolgt und verboten              | Keine Neuprüfung |
| Frozen Scream                            | –                                            | 1981 | USA                              | Ohne Verfolgung gestrichen         | Keine Neuprüfung |
| The Funhouse                             | Das Kabinett des Schreckens                  | 1981 | USA                              | Ohne Verfolgung gestrichen         | Unzensierte Fassung zugelassen 1987 |
| Gestapo’s Last Orgy                      | –                                            | 1977 | Italien                          | Verfolgt und verboten              | Neuprüfung abgelehnt in 2021 |
| The House by the Cemetery                | Das Haus an der Friedhofsmauer               | 1981 | Italien                          | Verfolgt und verboten              | Ursprüngliche Kinofassung zensiert; zensierte Fassung zugelassen 1988, unzensierte Fassung 2009                                                                                              |
| The House on the Edge of the Park        | Der Schlitzer                                | 1980 | Italien                          | Verfolgt und verboten              | Ursprünglich für Kinofassung verboten; zensierte Fassung zugelassen 2002, unzensierte Fassung 2023                                                                                           |
| Human Experiments                        | Gehirnwäsche                                 | 1979 | USA                              | Ohne Verfolgung gestrichen         | Kinofassung unzensiert; keine Neuprüfung |
| I Miss You, Hugs and Kisses              | Im Bannkreis des Todes                       | 1978 | Kanada                           | Ohne Verfolgung gestrichen         | Zensierte Fassung zugelassen 1986 |
| Inferno                                  | Horror Infernal                              | 1980 | Italien                          | Ohne Verfolgung gestrichen         | Ursprüngliche Kinofassung zensiert; zensierte Fassung zugelassen 1987, unzensiert 2010 |
| Island of Death                          | Die Teuflischen von Mykonos                  | 1976 | Griechenland                     | Verfolgt und verboten              | Neuprüfung abgelehnt 1987; zensierte Fassung zugelassen 2003, unzensierte Fassung 2010 |
| I Spit on Your Grave                     | Ich spuck auf dein Grab                      | 1978 | USA                              | Verfolgt und verboten              | Zensierte Fassung zugelassen 2001 |
| Killer Nun                               | Geständnis einer Nonne                       | 1979 | Italien                          | Ohne Verfolgung gestrichen         | Zensierte Fassung zugelassen 1993, unzensierte Fassung 2006 |
| The Last House on the Left               | Das letzte Haus links                        | 1972 | USA                              | Verfolgt und verboten              | Ursprüngliche Kinoveröffentlichung abgelehnt 1974 und 2000, Videoveröffentlichung abgelehnt 2001; zensierte Fassung zugelassen 2002, unzensierte Fassung 2008                                |
| Last Stop on the Night Train             | Mädchen in den Krallen teuflischer Bestien   | 1975 | Italien                          | Ohne Verfolgung gestrichen         | Ursprüngliche Kinoveröffentlichung abgelehnt 1976, unzensierte Fassung zugelassen 2008 |
| The Living Dead at the Manchester Morgue | Das Leichenhaus der lebenden Toten           | 1974 | Italien/ Spanien                 | Ohne Verfolgung gestrichen         | Ursprüngliche Kino- und Videofassungen zensiert; zensierte Fassung zugelassen 1985, unzensierte Fassung 2002                                                                                 |
| Love Camp 7                              | Love Camp 7                                  | 1969 | USA                              | Verfolgt und verboten              | Veröffentlichung abgelehnt 2002 und 2020 |
| Madhouse                                 | Party des Schreckens                         | 1981 | Italien/ USA                     | Verfolgt und verboten              | Keine Kinoveröffentlichung; unzensierte Fassung zugelassen 2004 |
| Mardi Gras Massacre                      | Mardi Gras Massacre                          | 1978 | USA                              | Verfolgt und verboten              | Unzensierte Fassung zugelassen 2022 |
| Nightmare Maker                          | Night Warning                                | 1981 | USA                              | Ohne Verfolgung gestrichen         | Zensierte Fassung abgelehnt 1987, unzensierte Fassung zugelassen 2024 |
| Nightmares in a Damaged Brain            | Nightmare                                    | 1981 | USA                              | Verfolgt und verboten              | Einziger Fall, in dem Vertreiber für eine Veröffentlichung nach dem Verbot verhaftet wurden; ursprüngliche Kinofassung zensiert, zensierte Fassung zugelassen 2002, unzensierte Fassung 2015 |
| Night of the Bloody Apes                 | Night of the Bloody Apes                     | 1972 | Mexiko                           | Verfolgt und verboten              | Ursprüngliche Kinofassung zensiert; internationale zensierte Fassung zugelassen 1999, internationale unzensierte Fassung 2012                                                                |
| Night of the Demons                      | Der Teufel tanzt weiter                      | 1980 | USA                              | Verfolgt und verboten              | Zensierte Fassung zugelassen 1994, unzensierte Fassung 2022 |
| Possession                               | Possession                                   | 1981 | Frankreich/ Deutschland          | Verfolgung gescheitert, gestrichen | Ursprüngliche Kinofassung unzensiert, unzensierte Heimveröffentlichung zugelassen 1999 |
| Pranks                                   | Todestrauma                                  | 1982 | USA                              | Ohne Verfolgung gestrichen         | Zensierte Fassung zugelassen 1992 |
| Prisoner of the Cannibal God             | Die weiße Göttin der Kannibalen              | 1978 | Italien                          | Ohne Verfolgung gestrichen         | Ursprüngliche Kinofassung zensiert; zensierte Fassung zugelassen 2001 |
| Revenge of the Boogey Man                | The Boogey Man 2                             | 1983 | USA                              | Ohne Verfolgung gestrichen         | Veränderte Fassung unzensiert zugelassen 2003 |
| The Slayer                               | The Slayer                                   | 1982 | USA                              | Ohne Verfolgung gestrichen         | Zensierte Fassung zugelassen 1992, unzensierte Fassung 2001 |
| Snuff                                    | Big Snuff                                    | 1976 | USA/ Argentinien                 | Verfolgt und verboten              | Unzensierte Fassung zugelassen 2003, aber nicht veröffentlicht |
| SS Experiment Camp                       | SS Experiment Love Camp                      | 1976 | Italien                          | Verfolgt und verboten              | Unzensierte Fassung zugelassen 2006 |
| Tenebrae                                 | Tenebrae                                     | 1982 | Italien                          | Verfolgt und verboten              | Ursprüngliche Fassung zensiert; zensierte Fassung zugelassen 2000, unzensierte Fassung 2003                                                                                                  |
| Terror Eyes                              | Terror Eyes – Der Frauenköpfer               | 1981 | USA                              | Ohne Verfolgung gestrichen         | Ursprüngliche Kinofassung zensiert; zensierte Fassung zugelassen 1987 |
| The Toolbox Murders                      | Der Killer mit der Bohrmaschine              | 1978 | USA                              | Ohne Verfolgung gestrichen         | Ursprüngliche Kinofassung zensiert; zensierte Fassung zugelassen 2000, unzensierte Fassung 2017                                                                                              |
| Unhinged                                 | Unhinged                                     | 1982 | USA                              | Ohne Verfolgung gestrichen         | Ursprüngliche Kinofassung unzentriert; unzensierte Fassung zugelassen 2005 |
| Visiting Hours                           | Das Horror-Hospital                          | 1982 | Kanada                           | Ohne Verfolgung gestrichen         | Ursprüngliche Kino- und Videoveröffentlichung zensiert; zensierte Fassung zugelassen 1986, unzensierte Fassung zugelassen 2017                                                               |
| The Werewolf and the Yeti                | Der Werwolf und der Yeti                     | 1975 | Spanien                          | Verfolgt und verboten              | Keine Neuprüfung |
| The Witch Who Came from the Sea          | –                                            | 1976 | USA                              | Verfolgung gescheitert, gestrichen | Unzensierte Fassung zugelassen 2006 |
| Women Behind Bars                        | Frauengefängnis 3                            | 1975 | Frankreich/ Belgien              | Ohne Verfolgung gestrichen         | Unzensierte Fassung zugelassen 2017 |
| Zombie Creeping Flesh                    | Die Hölle der lebenden Toten                 | 1980 | Italien/ Spanien                 | Ohne Verfolgung gestrichen         | Ursprüngliche Kino- und Heimveröffentlichungen gekürzt; unzensierte Fassung zugelassen 2002                                                                                                  |
| Zombie Flesh Eaters                      | Woodoo – Die Schreckensinsel der Zombies     | 1979 | Italien                          | Verfolgt und verboten              | Ursprüngliche Kinofassung zensiert; zensierte Fassung zugelassen 1992, unzensierte Fassung 2005                                                                                              |

### Zusätzliche Liste
| Englischer Titel                 | Deutscher Titel                                      | Jahr | Land                        | Weiterer Kommentar (sortierbar nach erster Zulassung) |
| -------------------------------- | ---------------------------------------------------- | ---- | --------------------------- | --- |
| Abducted                         | –                                                    | 1973 | USA                         | Keine Neuveröffentlichung |
| The Aftermath                    | The Aftermath – Nach der Stunde Null                 | 1982 | USA                         | Unzensierte Fassung zugelassen 1988 |
| Alice, Sweet Alice               | Communion – Messe des Grauens                        | 1976 | USA                         | Ursprüngliche Kinofassung unzensiert; zensierte Fassung zugelassen 1998, unzensierte Fassung 2014 |
| The Black Room                   | Kammer der Schrecken                                 | 1982 | USA                         | Ursprüngliche Kinofassung unzensiert; keine Neuveröffentlichung |
| Blood Lust                       | Mosquito der Schänder                                | 1976 | Schweiz                     | Ursprüngliche Kinofassung zensiert; keine Neuveröffentlichung |
| Blood Song                       | –                                                    | 1982 | USA                         | Unzensierte Fassung zugelassen 1986 |
| Blue Eyes of the Broken Doll     | Blue Eyes of the Broken Doll                         | 1973 | Spanien                     | Keine Neuveröffentlichung |
| Brutes and Savages               | Cannibal Americana – Die Grausamen und Wilden        | 1978 | USA                         | Keine Neuveröffentlichung |
| Cannibal                         | Mondo Cannibale, 2. Teil – Der Vogelmensch           | 1977 | Italien                     | Ursprüngliche Fassung zensiert; zensierte Fassung zugelassen 2003 |
| Cannibal World                   | Mondo Cannibale 3 – Die blonde Göttin der Kannibalen | 1980 | Frankreich                  | Unzensierte Fassung zugelassen 2004 |
| The Chant of Jimmie Blacksmith   | Die Ballade von Jimmie Blacksmith                    | 1978 | Australien                  | Unzensierte Fassung zugelassen 1987 |
| The Child                        | Tochter des Bösen                                    | 1977 | USA                         | Unzensierte Fassung zugelassen 2006 |
| Christmas Evil                   | Christmas Evil                                       | 1980 | USA                         | Unzensierte Fassung zugelassen 1999; Director’s Cut unzensiert 2012 |
| Dawn of the Dead                 | Zombie                                               | 1978 | USA                         | Ursprüngliche Fassung zensiert; zensierte Fassung zugelassen 1989, unzensierte Fassung 2003 |
| Dawn of the Mummy                | Die Mumie des Pharao                                 | 1981 | USA                         | Ursprüngliche Videoveröffentlichung unzensiert; zensierte Fassung zugelassen 1987, unzensierte Fassung 2003 |
| Dead Kids                        | Blutige Schreie                                      | 1981 | Australien/ Neuseeland/ USA | Unzensierte Fassung zugelassen für VHS 1986, für DVD zensierte Fassung zugelassen 1993 |
| Death Weekend                    | Party des Grauens                                    | 1976 | USA                         | Ursprüngliche Kinofassung zensiert; keine Neuveröffentlichung |
| Deep Red                         | Rosso – Farbe des Todes                              | 1975 | Italien                     | Zensierte Fassung zugelassen 1993, unzensierte Fassung 2011 |
| Demented                         | Rache um jeden Preis                                 | 1980 | USA                         | Zensierte Fassung zugelassen 1987 |
| The Demons                       | Die Nonnen von Clichy                                | 1973 | Frankreich/ Portugal        | Unzensierte Fassung zugelassen 2008 |
| Don’t Answer the Phone!          | Todesschrei am Telefon                               | 1980 | USA                         | Bearbeitete US-Fassung unzensiert zugelassen 2005 |
| Eaten Alive!                     | Lebendig gefressen                                   | 1980 | Italien                     | Zensierte Fassung zugelassen 1987 |
| Enter the Devil                  | Priester der Dunkelheit                              | 1972 | USA                         | Keine Neuveröffentlichung |
| The Erotic Rites of Frankenstein | Das Blutgericht der gequälten Frauen                 | 1973 | Spanien/ Frankreich         | Unzensierte Fassung zugelassen 2018 |
| The Evil                         | The Evil – Die Macht des Bösen                       | 1978 | USA                         | Unzensierte VHS-Veröffentlichung zugelassen 1987 |
| The Executioner                  | Der Mafia-Killer                                     | 1974 | USA                         | Unzensierte VHS-Veröffentlichung zugelassen 1987 |
| Final Exam                       | Examen                                               | 1981 | USA                         | Unzensierte VHS-Veröffentlichung zugelassen 1986 |
| Foxy Brown                       | Foxy Brown                                           | 1974 | USA                         | Ursprüngliche Kinofassung unzensiert; zensierte Fassung zugelassen 1987, zensierte Fassung 1998 |
| Friday the 13th                  | Freitag der 13.                                      | 1980 | USA                         | Ursprüngliche Kinofassung unzensiert; ungeschnittene Videoveröffentlichung beschlagnahmt, geschnittene Fassung nicht beschlagnahmt; zensierte Fassung zugelassen 1987, unzensierte Fassung 2003                                                                 |
| Friday the 13th Part 2           | Freitag der 13. – Jason kehrt zurück                 | 1981 | USA                         | Ursprüngliche Fassung geschnitten; geschnittene Fassung unzensiert zugelassen 1987 |
| GBH                              | GBH                                                  | 1983 | UK                          | Keine Neuveröffentlichung |
| Graduation Day                   | Graduation Day                                       | 1981 | USA                         | Unzensierte Fassung zugelassen 1986 |
| Happy Birthday to Me             | Ab in die Ewigkeit                                   | 1981 | USA                         | Ursprüngliche Kinofassung zensiert; unzensierte Fassung zugelassen 1986 |
| The Headless Eyes                | –                                                    | 1971 | USA                         | Keine Neuveröffentlichung |
| Hell Prison                      | Die Liebeshexen vom Rio Cannibale                    | 1980 | Italien                     | Zensierte Fassung zugelassen 1986 |
| The Hills Have Eyes              | Hügel der blutigen Augen                             | 1977 | USA                         | Ursprüngliche Kinofassung zensiert; zensierte Fassung zugelassen 1987, unzensierte Fassung 2003 |
| Home Sweet Home                  | Bloodparty                                           | 1981 | USA                         | Zensierte Fassung zugelassen 1987 |
| Honeymoon Horror                 | –                                                    | 1982 | USA                         | Keine Neuveröffentlichung |
| Inseminoid                       | Samen des Bösen                                      | 1981 | UK                          | Unzensierte Fassung zugelassen 1987 |
| Invasion of the Blood Farmers    | Invasion der Blutfarmer                              | 1972 | USA                         | Keine Neuveröffentlichung |
| The Killing Hour                 | American Killing                                     | 1982 | USA                         | Zensierte Fassung zugelassen 1986 |
| The Last Horror Film             | Love to Kill                                         | 1982 | USA                         | Ursprüngliche Kinofassung zensiert; unzensierte Fassung zugelassen 2003 |
| The Last Hunter                  | Jäger der Apokalypse                                 | 1980 | Italien                     | Zensierte Fassung zugelassen 1988, unzensierte Fassung 2002 |
| The Love Butcher                 | Schizophren                                          | 1975 | USA                         | Keine Neuveröffentlichung |
| Mad Foxes                        | Mad Foxes – Feuer auf Räder                          | 1981 | Schweiz/ Spanien            | Keine Neuveröffentlichung |
| Mansion of the Doomed            | Das Haus mit dem Folterkeller                        | 1976 | USA                         | Unzensierte Fassung zugelassen 1992 |
| Mark of the Devil                | Hexen bis aufs Blut gequält                          | 1971 | Deutschland                 | Zensierte Fassung zugelassen 1993, unzensierte Fassung 2013 |
| Martin                           | Martin                                               | 1977 | USA                         | Unzensierte Fassung zugelassen 1994 |
| Mausoleum                        | Grabmal des Grauens                                  | 1983 | USA                         | Unzensierte Fassung zugelassen 1987 |
| Midnight                         | –                                                    | 1982 | USA                         | Bearbeitete Fassung unzensiert zugelassen 1993, vollständige Fassung unzensiert 2011 |
| Naked Fist                       | Nackte Fäuste – Die tödliche Karatelady              | 1981 | USA                         | Keine Neuveröffentlichung |
| The Nesting                      | The Nesting – Haus des Grauens                       | 1981 | USA                         | Unzensierte Fassung zugelassen 1986 |
| The New Adventures of Snow White | Grimms Märchen von lüsternen Pärchen                 | 1969 | Deutschland                 | Keine Neuveröffentlichung |
| Nightbeast                       | Nightbeast – Terror aus dem Weltall                  | 1982 | USA                         | Unzensierte Fassung zugelassen 1996 |
| Night of the Living Dead         | Die Nacht der lebenden Toten                         | 1968 | USA                         | Unzensierte Fassung zugelassen 1987 |
| Nightmare City                   | Großangriff der Zombies                              | 1980 | Italien/ Spanien/ Mexiko    | Zensierte Fassung zugelassen 1986, unzensierte Fassung 2003 |
| Oasis of the Zombies             | Oase der Zombies                                     | 1982 | Spanien/ Frankreich         | Unzensierte Fassung zugelassen 2004 |
| Parasite                         | Der Killerparasit                                    | 1982 | USA                         | Unzensierte Fassung zugelassen 1993 |
| Phantasm                         | Das Böse                                             | 1979 | USA                         | Unzensierte Fassung zugelassen 1989 |
| Pigs                             | Pigs                                                 | 1972 | USA                         | Unzensierte Fassung zugelassen 1987 |
| Prey                             | Prey                                                 | 1977 | UK                          | Zensierte Fassung zugelassen 1986, gekürzte Fassung unzensiert zugelassen 2004 |
| Prom Night                       | Prom Night – Die Nacht des Schlächters               | 1980 | Kanada                      | Unzensierte Fassung zugelassen 1987 |
| Rabid                            | Rabid – Der brüllende Tod                            | 1977 | Kanada                      | Unzensierte Fassung zugelassen 1986 |
| Rosemary’s Killer                | Forke des Todes                                      | 1981 | USA                         | Ursprüngliche Kinofassung zensiert; unzensierte Fassung zugelassen 2007 |
| Savage Terror                    | Der Todesschrei der Kannibalen                       | 1978 | Indonesien                  | Keine Neuveröffentlichung |
| Scanners                         | Scanners – Ihre Gedanken können töten                | 1981 | Kanada                      | Unzensierte Fassung zugelassen 1987 |
| Scream for Vengeance!            | Schrei nach Rache                                    | 1980 | USA                         | Keine Neuveröffentlichung |
| Shogun Assassin                  | Henker des Shogun                                    | 1980 | Japan/ USA                  | Der Film wurde trotz der Einschätzung des DPP strafverfolgt, was aber scheiterte und beschlagnahmte Videos wurden zurückgegeben. – Ursprüngliche Kinofassung geschnitten; geschnittene Fassung unzensiert zugelassen 1992, vollständige Fassung zugelassen 1999 |
| Street Killers                   | Der Tollwütige                                       | 1977 | Italien                     | Keine Neuveröffentlichung |
| Suicide Cult                     | –                                                    | 1975 | USA                         | Keine Neuveröffentlichung |
| Superstition                     | Die Hexe – The Witch                                 | 1982 | USA                         | Ursprüngliche Kinofassung unzensiert; unzensierte Fassung zugelassen 1986 |
| Suspiria                         | Suspiria                                             | 1977 | Italien                     | Ursprüngliche Kinofassung zensiert; unzensierte Fassung zugelassen 1990 |
| Terror                           | Killing House                                        | 1978 | UK                          | Ursprüngliche Kinofassung zensiert; unzensierte Fassung zugelassen 1997 |
| The Texas Chain Saw Massacre     | Blutgericht in Texas                                 | 1974 | USA                         | Nach exklusiven Aufführungen in London keine Kinozertifizierung erhalten; unzensierte Kino- und Videoveröffentlichung zugelassen 1999 |
| The Thing                        | Das Ding aus einer anderen Welt                      | 1982 | USA                         | Ursprüngliche Kinofassung unzensiert; unzensierte Fassung zugelassen 1987 |
| Tomb of the Living Dead          | –                                                    | 1968 | Philippinen                 | Ursprüngliche Kinofassung zensiert; zensierte Fassung zugelassen 2003 |
| The Toy Box                      | Sexualrausch                                         | 1971 | USA                         | Keine Neuveröffentlichung |
| Werewolf Woman                   | Blutmond – Terror of the She-Wolf                    | 1976 | Italien                     | Ursprüngliche Kinofassung zensiert; zensierte Fassung zugelassen 1986 |
| Wrong Way                        | –                                                    | 1972 | USA                         | Kinofassung 1980 erschienen zensiert; keine Neuveröffentlichung |
| Xtro                             | X-Tro: Nicht alle Außerirdischen sind freundlich!    | 1982 | UK                          | Kinofassung unzensiert zugelassen. Unzensierte Videoveröffentlichung zugelassen 1987. |
| Zombie Holocaust                 | Zombies unter Kannibalen                             | 1980 | Italien                     | Unzensierte Fassung zugelassen 2000 |
| Zombie Lake                      | Sumpf der lebenden Toten                             | 1981 | Frankreich/ Spanien         | Unzensierte Fassung zugelassen 2004 |

## Verarbeitung in Medien
- In dem britischen Horrorfilm Censor von 2021, der 1985 spielt, arbeitet die Protagonistin für das BBFC und sichtet potenziell obszöne Filme, um zu entscheiden, ob sie geschnitten oder verboten werden sollen.
- 2025 erschien die Miniserie Video Nasty – Horror ist Kult, die 1985 in Dublin spielt, in der zwei Teenager versuchen, eine vollständige Sammlung der Video Nasties zusammenzustellen.

## Weiterführendes

### Dokumentarfilme
- Ban the Sadist Videos! in zwei Teilen 2005 und 2006
- Video Nasties: Moral Panic, Censorship & Videotape (2010) und Video Nasties: Draconian Days (2014), beide von Jake West

### Sachliteratur
- Barker, Martin: The Video Nasties: Freedom and Censorship in the Media., Pluto Press, 1984, ISBN 978-0-8610-4667-6.
- Egan, Kate: „The Celebration of a 'Proper Product': Exploring the Residual Collectible through the 'Video Nasty'“. In: Arcland, R. (Hg.): Residual Media., University of Minnesota Press, 2007, ISBN 978-0-8166-4471-1. S. 200–222.
- Egan, Kate: Trash or Treasure? The Changing Meaning of the Video Nasties. Manchester University Press, 2007, ISBN 978-0-7190-7233-8.

### Aufsatz
- Petley, Julian: „Are We Insane? The Video Nasty Moral Panic“, in: Recherches sociologiques et anthropologiques, 43 (1), 2012, S. 35–37. DOI: https://doi.org/10.4000/rsa.839.

### Bildbände
- Morris, Marc; Wingrove, Nigel: The Art of the Nasty. Salvation Films, 1998, ISBN 978-0953454907; FAB Press, 2009, ISBN 978-1903254578.
- Morris, Marc; Fenton, Harvey; Brewster, Francis: Shock! Horror! Astounding Artwork from the Video Nasty Era. FAB Press, 2005, ISBN 978-1903254325.